# Comté de Pendleton (Virginie-Occidentale)
Pour les articles homonymes, voir Comté de Pendleton.
Le comté de Pendleton est un comté des États-Unis situé dans l’État de Virginie-Occidentale. En 2010, la population était de 7 695 habitants. Son siège est Franklin. Le comté a été créé en 1787 à partir des comtés de Hardy, d'Augusta et de Rockingham ; et nommé en l'honneur de Edmund Pendleton, homme politique de Virginie.

## Géographie
Selon le Bureau du recensement des États-Unis (US Census Bureau), le comté a une superficie totale de 1 808 km2, dont 0,04 % de surface aquatique.

### Principales routes
- U.S. Route 33
- U.S. Route 220
- West Virginia Route 28
- West Virginia Route 55

### Comtés adjacents
Le comté de Pendleton est entouré par :
- le comté de Grant, au nord ;
- le comté de Hardy, au nord-est ;
- le comté de Rockingham (Virginie) à l'est ;
- les comtés d'Augusta et de Highland (tous deux en Virginie) au sud ;
- le comté de Pocahontas, au sud-ouest ;
- le comté de Randolph, à l'ouest.

### Principaux sites et espaces protégés
- Spruce Knob (en), le point culminant de la Virginie-Occidentale, avec 1 482 m, se trouve sur le comté de Pendleton.
- Germany Valley, haute vallée calcaire des Allegheny Mountains possédant des phénomènes karstiques remarquables :
  - Seneca Caverns
  - Stratosphere Balloon Cave
  - Hellhole (en)
  - Schoolhouse Cave
  - Memorial Day Cave
  - Judy Spring
  - Shoveleater Cave
  - Harman Pit
  - Apex Cave
  - Ruddle Cave
  - Harper's Pit
  - Convention 2000 Cave
- Forêt nationale George Washington (en partie)
- Forêt nationale de Monongahela (en partie)

## Démographie

### Principales villes
- Franklin

### Communautés non-incorporées
| - Brandywine - Brushy Run - Cave - Cherry Grove - Circleville - Dahmer - Deer Run | - Dry Run - Entry - Fame - Fort Seybert - Harper - Ketterman - Kline | - Macksville - Miles - Mitchell - Moatstown - Moyers - Mozer | - Oak Flat - Oak Grove - Onego - Propstburg - Riverton - Ruddle | - Seneca Rocks - Simoda - Sugar Grove - Teterton - Upper Tract - Zigler |